# Otto Mayer
Pour les articles homonymes, voir Mayer.
Otto Mayer, né à Fürth (Bavière) le 29 mars 1846, mort à Hilpertsau (Bade) le 8 août 1924, est un juriste allemand.
Descendant de huguenots français, Otto Mayer est né à Fürth, au 82 de la rue royale (Königstraße 82).
En 1864, il entre à l'université d'Erlangen (Bavière). Il y étudie le droit jusqu'en 1868. En 1869, il y obtient la Promotion puis, en 1871, le Staatsexamen.
En 1872, il devient avocat à Mulhouse (Alsace-Lorraine), où il se spécialise en droit commercial. En 1879, il devient président de la chambre des avocats de Mulhouse.
En 1880, il déménage à Strasbourg (Alsace-Lorraine) où, en 1881, il est inscrit sur la liste d'aptitude aux fonctions de professeur d'université. En 1882, il obtient une chaire de professeur extraordinaire en droit d'administratif à l'université de Strasbourg.
En 1903, il quitte Strasbourg pour l'université de Leipzig (Saxe) où il enseigne le droit public. À l'été 1918, il devient professeur émérite et prend sa retraite.

## Œuvres
- Otto Mayer, Le droit administratif allemand, préf. de Henry Berthélemy, Paris, éd. V. Giard et E. Brière, coll. Bibliothèque internationale de droit public, 1903-1906, 4 vol., in-8° :
  - T. 1 : Partie générale ;
  - T. 2 à 4 : Partie spéciale

- Notices d'autorité :   - VIAF
  - ISNI
  - BnF (données)
  - IdRef
  - LCCN
  - GND
  - Japon
  - Pays-Bas
  - Pologne
  - Israël
  - NUKAT
  - Catalogne
  - Norvège
  - WorldCat